# 퀸 (밴드)

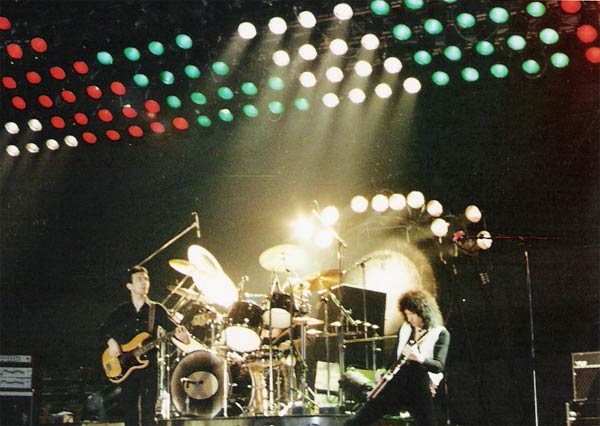
독일 하노버에서의 투어(1979년)

퀸(Queen)은 영국의 록 밴드이다. 1970년대 중반부터 1990년까지 주로 활동하였으며, 현재까지 세계적으로 많은 팬을 보유하고 있다. 국가별 판매량 인증 합산에 따르면 퀸은 세계적으로 통산 약 9천 6백만 장의 음반을 판매한 것으로 집계되었으며(역대 12위), 비공식 기록까지 합산한 추정 판매량은 1억 5천만 ~ 3억 5000만 장에 이른다.
퀸은 아레나 록, 글램 록, 하드 록, 헤비 메탈, 프로그레시브 록 등 다양한 장르를 시도한 그룹이기도 하다.
퀸은 여러 후세 아티스트들에게 강한 영향을 미쳐 2001년에는 로큰롤 명예의 전당에, 2003년에는 최초이자 유일하게 한 명이 아닌 밴드의 단위로 작곡가 명예의 전당에 올랐으며 2004년에는 영국음악 명예의 전당, 2006년에는 VH1 채널의 록 아너스에 선정되었다.
퀸은 세계적으로 모두 합쳐 앨범차트 18회 1위, 싱글차트 18회 1위, DVD 판매순위 10회 1위를 기록했다.

## 역사

### 1970년대, Queen의 창립
퀸은 1970년 밴드 스마일이 해체되자 구성원이었던 브라이언 메이와 로저 테일러에 보컬 프레디 머큐리가 합류하면서 결성된 그룹이다. 그 이후 2명의 베이시스트가 퀸을 거쳐갔으나 나머지 멤버를 만족시키지는 못하였고, 1971년 존 디콘이 마지막으로 베이시스트로 영입되면서 퀸의 구성원이 완성되었다.
1973년 데뷔 앨범 《Queen》을 발표하였고, 첫 번째 싱글인 〈Keep Yourself Alive〉는 자국인 영국의 차트에 오르지는 못했으나 일본에서 큰 인기를 끌게 된다.
1974년에는 2집 《Queen II》의 싱글 〈Seven Seas of Rhye〉로 자신들의 이름을 알려 나갔으며, 같은 해에 발매된 3집 《Sheer Heart Attack》의 싱글 〈Killer Queen〉이 각각 영국 앨범·싱글차트에서 2위에 올라 유망한 밴드로 이름을 알려 나갔다. 3집의 8번 트랙 〈Stone Cold Crazy〉는 스피드 메탈/스래쉬 메탈의 첫 번째 예가 된다. 이와 같은 성공에도 불구하고 당시 퀸의 소속사였던 트라이언트(Trident Studios)는 너무 적은 월급을 제공하였는데, 그에 대한 불만으로 퀸 멤버들은 소속사와의 계약을 해지한 후 자신들만의 소속사(Queen Production Ltd)를 법률 관련 사무가 짐 비치의 도움으로 설립한다. 이 때부터 짐 비치는 퀸의 법률 매니저로 활동한다.
1975년 4집 《A Night at the Opera》와 싱글 〈Bohemian Rhapsody〉는 그들을 세계적인 밴드 중 하나로 자리매김하게 한다. 투어를 하면서 동시에 방송활동을 할 수는 없었기 때문에 프레디 머큐리는 〈Bohemian Rhapsody〉의 뮤직 비디오를 찍을 것을 제안했고, 이것은 세계 최초의 뮤직 비디오로 기록된다.
1976년에는 〈Somebody To Love〉를 히트시켰고, 이 곡이 수록된 5집 《A Day At The Races》는 당시 EMI 레코드사 역사상 최고의 예약 기록을 달성하였다.
1977년 6집 《News of the World》에서는 〈We Will Rock You〉와 〈We Are The Champions〉의 히트와 동시에 〈Bohemian Rhapsody〉로 브릿 어워드를 수상하기도 하였다.
1978년에는 《Jazz》를 발매하는데 첫 싱글 〈Bicycle Race/Fat Bottomed Girls〉의 표지가 나체의 여인이 자전거를 타고 있는 모습을 묘사했다는 점이 논란이 되어 이를 수정한 후 재발매하게 되었고, 퀸은 영국 학부모 협회의 블랙리스트에까지 오르게 되었다고 한다. 이후 1979년 1월에는 싱글 〈Don't Stop Me Now〉를 추가로 발매한다.
1979년에 일본 부도칸(무도관)에서 퀸은 세계 처음으로 콘서트 공연을 비디오로 발매한다. 그리고 《Live Killers》라는 라이브 실황 앨범을 발매하는데, 유일한 싱글인 〈Love of My Life〉는 약 1년 동안 아르헨티나 차트에 머무르는 성과를 거두었다.

### 1980년대

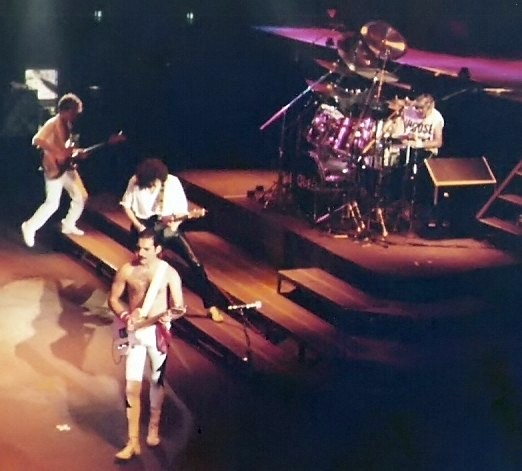
1984년 프랑크푸르트 공연에서

1980년에 발표한 9집 앨범 《The Game》의 두 싱글 〈Another one Bites The Dust〉, 〈Crazy Little Thing Called Love〉의 대성공으로 미국에서까지 인기를 얻게 되었으며 주요 밴드들 중에서는 최초로 남아메리카 투어공연을 진행하게 된다. 남아메리카에서 퀸은 단일 밴드로서 세계 최다 유료 관중 기록을 세운다. 1980년 12월에는 SF 영화 《Flash Gordon》의 사운드트랙이 발매되어 앨범 차트 10위를 기록했다.
1981년 10월 퀸은 데이비드 보위와의 합작 《Hot Space》에 수록될 〈Under Pressure〉를 싱글로 발매하여 차트 1위에 오른다. 그리고 캐나다 몬트리올에서의 공연 실황인 《We Will Rock You》와 1981년까지의 히트곡을 모은 앨범 《Greatest Hits》를 발매한다. 《Greatest Hits》는 영국 앨범 차트에 무려 550주간 머물며 판매량 540만 장이라는 기록을 세웠다.
1982년에 발표한 디스코풍의 앨범 《Hot Space》의 실패로 퀸은 큰 위기를 맞게 되어 1983년에는 아무런 공식 활동도 하지 않게 되었고, 해체설에 휩싸이게 된다.
1984년 새로운 스튜디오 앨범 《The Works》와 18개국에서 1위를 차지한 싱글 〈Radio Ga Ga〉로 퀸은 제 2의 전성기를 알리며 재기에 성공하였으나, 앨범의 또 다른 싱글 〈I Want to Break Free〉의 뮤직 비디오는 멤버 전원이 여장을 하고 나와 미국에서 방송 불가 판정을 받기도 한다. 그리고 《The Works》 투어 기간 중아프리카의 보푸타츠와나(현재는 남아프리카 공화국에 속함)의 선 시티(Sun City)에서 공연을 하기도 했는데, 이 공연으로 인해 그들은 해당 국가의 아파르트헤이트(Apartheid)를 옹호하는 인종차별자라는 누명을 쓰기도 하였다. 이 해에는 일본 투어에 앞서 로저 테일러와 존 디콘이 관광과 홍보활동을 하기 위한 목적으로 잠시 대한민국을 방문하기도 하였다.
1985년 1월 브라질에서 열린 합동공연 "Rock In Rio"에서는 과거 1981년 남아메리카 투어의 인기에 힘입어 퀸이 오프닝과 엔딩을 담당하게 된다. 같은 해 7월에는 아프리카 난민 구제를 위한 합동공연 "Live Aid"에서 환상적인 라이브 공연을 보여 주었으며, 주요기획자 밥 겔도프와 동료 아티스트 엘튼 존으로부터 "그들이 쇼를 훔쳤다"는 극찬을 받기도 하였다.
1986년에는 영화 《하이랜더》(Highlander)의 사운드 트랙을 수록한 앨범 《A Kind Of Magic》의 동명의 싱글 〈A Kind Of Magic〉은 35개국에서 1위를 차지하였다. 그리고 Magic 투어에서는 헝가리의 부다페스트에서도 공연을 하였는데 이것은 민주주의권 밴드가 최초로 공산권 지역에서 공연을 한 사례이다.
1989년에는 3년 만의 스튜디오 앨범 《The Miracle》을 발매하였다. 이 시기에 퀸이 투어 공연을 중단함에 따라 프레디 머큐리가 에이즈 발병설을 겪게 되지만 퀸은 이를 강력히 부인한다.

### 1990년대
1991년 브릿 어워드 수상 당시 프레디의 모습은 병색이 완연하였다. 하지만 1991년 1월 14일 발매되어 10년 만에 영국차트 1위에 오른 싱글 〈Innuendo〉와 2월 5일 발매되어 유럽 전역을 휩쓴 동명의 앨범은 퀸의 화려한 부활을 알렸다. 그러나 같은 해 11월 24일 프레디 머큐리는 폐렴을 동반한 에이즈 합병증으로 사망하였다.
프레디 머큐리 사후에는 그의 이름으로 에이즈 환자들을 위한 기금 머큐리 피닉스 트러스트(Mercury Phoenix Trust)가 설립되었는데, 운영자금 마련을 위해 싱글 〈Bohemian Rhapsody / These Are The Days Of Our Lives〉가 발매된다. Bohemian Rhapsody는 싱글앨범 역사상 처음으로 1차 발매(1975년)와 재발매(1992년)에서 모두 차트 1위를 기록한다.
1992년에는 《These Are The Days Of Our Lives》로 다시 브릿 어워드를 수상하게 되었으며, 같은 해 4월 20일에는 프레디 머큐리 추모공연이 개최되었다. 그리고 1986년 웸블리 스타디움에서의 공연인 《Live at Wembley '86》를 발매했다.
퀸은 1995년에 프레디 머큐리의 유작인 《Made in Heaven》을 발매하여 인기를 얻었는데, 이 앨범은 대한민국에서도 플래티넘을 기록하는 성과를 올렸다.
1997년에는 하드 록 성향의 곡들을 모은 컴필레이션 앨범 《Queen Rocks》와 프레디 머큐리를 위한 추모곡 〈No-One But You〉가 발매되었다. 이 싱글을 끝으로 존 디콘은 프레디 머큐리 없는 퀸은 퀸이 아니라며 활동 중단을 선언했지만, 현재까지도 퀸의 공식 해체는 없었다.

### 2000년대
2002년에는 그들을 업적을 기리기 위한 뮤지컬 《We Will Rock You》도 제작되었다. 이 해에는 네덜란드의 Queen's Day에서 40여 분 동안 로저와 브라이언이 공연을 하였으며, 2003년 "46664 콘서트"에 참여하였다.
2004년에는 팬들의 투표에 따라 1982년 6월에 영국 밀턴 케인즈에서 열린 콘서트 실황을 《Queen on Fire- Live at the Bowl》이라는 이름으로 발매한다.

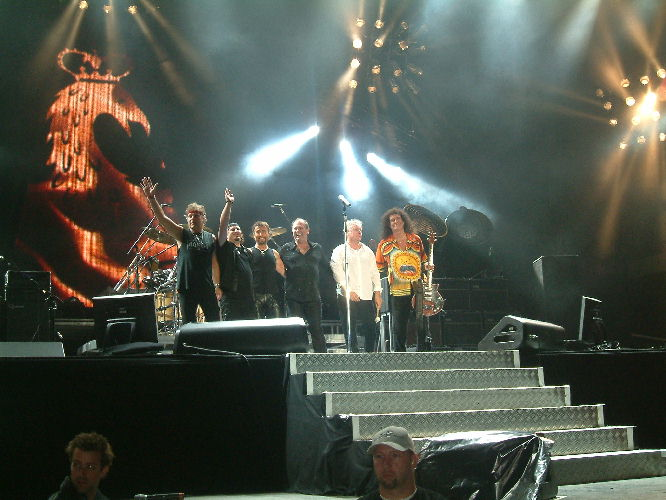
퀸 + 폴 로저스 투어(2005년)

2005년에 브라이언 메이와 로저 테일러는 폴 로저스와 함께 퀸 + 폴 로저스라는 이름으로 투어공연을 18년 만에 시작하였고, 영국 셰필드에서의 공연을 담은 라이브 앨범 《Return of the Champions》을 CD와 DVD로 발매하였다.
2007년 11월에는 로저 테일러가 작곡한 싱글 〈Say It's Not True〉를 발표하였으며, 같은 해 10월에는 비디오 〈We Will Rock You〉를 리마스터링한 《Queen Rock Montreal》이라는 DVD와 CD 앨범이 발매되었다. 이 리마스터링 작업에는 700대의 애플컴퓨터와 700명의 디지털 기술자들이 20년이 넘은 낡은 필름을 장면 장면 마다의 잡음이나 화면에 노이즈를 제거했다고 한다. 《Queen Rock Montreal》은 2009년에 대한민국 극장에서 상영되기도 하였다.
2008년 9월 15일에는 퀸 + 폴 로저스의 이름으로 발매되는 첫 스튜디오 앨범인 《The Cosmos Rocks》가 발매되었다. 또한 6월 27일에는 런던의 하이드 파크에서 열린 넬슨 만델라의 90회 생일 기념 "46664 콘서트"에서 공연하였다. 9월 12일에는 우크라이나 하리코프에서 "Rock the Cosmos"투어를 시작하였고, 이 공연의 실황은 2009년 6월 15일 《Live in Ukraine》이라는 제목의 CD와 DVD 앨범으로 발매되었다.
2009년 5월 폴 로저스는 자신의 전 소속 밴드 배드 컴퍼니의 재결합 투어를 시작하면서 퀸 + 폴 로저스의 해산을 선언하였다.

### 2010년대
2011년 BBC에서 프레디 머큐리의 싱글앨범 노래 이름을 딴 《Days Of Our Lives》라는 다큐멘터리를 제작하였으며, 1986년 7월 11일과 7월 12일 웸블리 스타디움에서 있었던 공연의 7월 11일 공연분이 추가되어 웸블리 공연 25주년 기념판 《Live at Wembley Stadium》 DVD가 발매되었다.
2012년 6월 30일 우크라이나 키이우에서 엘튼 존 에이즈 재단(EJAF)이 개최한 에이즈 퇴치 자선공연을 시작으로 애덤 램버트를 보컬로 영입하여 공연을 시작하였다. 이것이 투어로 이어질지는 밝혀지지 않았다. 또한 9월 20일 1986년 헝가리 부다페스트에서의 공연 영상이 HD로 복원되어 《Hungarian Rhapsody》 라는 이름으로 전 세계 극장에 동시 개봉되었으며 Blu-Ray 및 DVD가 11월 5일에 발매가 되었다(CD는 따로 발매되지 않았으며 Blu-Ray 혹은 DVD 디럭스에디션에만 포함되어 있다).
2014년 퀸과 애덤 램버트가 6월 19일 미국 시카고에서의 공연을 시작으로 하여 북미 투어를 진행했으며, 8월 14일 대한민국 서울에서 진행되는 슈퍼소닉 페스티벌에서 로저 테일러와 존 디콘의 1984년 때의 방한 30년만에 첫 내한공연을 가졌다. 브라이언 메이와 로저 테일러는 원래 각각의 자리를 맡았고, 1991년 사망한 퀸의 리드보컬 프레디 머큐리를 대신하여 아메리칸 아이돌 준우승 출신의 보컬 애덤 램버트가 노래했다.
공연 도중 다음 퀸 팬 카페-Queen Forever에서 Love of My Life 연주 도중에 종이비행기를 던지자는 이벤트의 움직임이 있었으나, 관중들의 타이밍과 바람의 악작용으로 시원찮았다.
공연 내내 모든 팬들이 놀라울 정도로 열성적인 반응을 보였고, 이는 퀸의 이번 투어 중 가장 뜨거운 반응을 보인 경우에 속한다.
콘서트 직후 서울특별시 삼성동의 한 고급 호텔이 퀸 멤버들의 숙박지였는데, 약 15명의 팬들이 거기까지 몰려들어서 기다리고 있다가 싸인을 받아내는 에피소드가 있었다. 이 과정에서 사진을 찍는 것은 브라이언 메이와 로저 테일러의 경호 요원들에 의해서 금지되었고, 특히 브라이언 메이는 싸인을 하며 여성 팬들에게 포옹을, 남성 팬들에게 악수를 하는 이벤트를 선보였다.
2018년 11월 영화 보헤미안 랩소디 《Bohemian Rhapsody》가 개봉되었다. 제목은 퀸의 명곡인 Bohemian Rhapsody에서 따왔다. 1970년 퀸 결성부터 1985년 라이브 에이드 공연까지 그려졌다.
퀸과 애덤 램버트는 2020년 1월 18일과 1월 19일에 걸쳐 다시 내한하여 고척 스카이돔에서 공연했다. 한국에서의 단독 공연은 이번이 처음으로, 이틀간 45,000여 명의 관중이 찾았다.

## 구성원
- 프레디 머큐리(Freddie Mercury, 1946년 ~ 1991년(에이즈로 인해 사망) 리드 보컬, 피아노, 신디사이저, 어쿠스틱 기타, 일렉트릭 기타
- 브라이언 메이(Brian May, 1947년 ~ ): 일렉트릭 기타, 어쿠스틱 기타, 보컬, 신디사이저
- 로저 테일러(Roger Taylor, 1949년  ~ ): 드럼 및 타악기, 보컬
- 존 디콘(John Deacon, 1951년  ~ ): 베이스 기타, 일렉트릭 기타, 어쿠스틱 기타, 전기피아노, 신디사이저

## 음반 목록

### 정규 음반
- 《Queen》 (1973)
- 《Queen II》 (1974)
- 《Sheer Heart Attack》 (1974)
- 《A Night at the Opera》 (1975)
- 《A Day at the Races》 (1976)
- 《News of the World》 (1977)
- 《Jazz》 (1978)
- 《The Game》 (1980)
- 《Flash Gordon》 (1980)
- 《Hot Space》 (1982)
- 《The Works》 (1984)
- 《A Kind of Magic》 (1986)
- 《The Miracle》 (1989)
- 《Innuendo》 (1991)
- 《Made in Heaven》 (1995)

### 라이브 음반
- 《Live Killers》 (1979)
- 《Live Magic》 (1986)
- 《Live at Wembley '86》 (1992)
- 《Queen on Fire - Live at the Bowl》 (2004)
- 《Return of the Champions》 (2005)
- 《Queen Rock Montreal》 (2007)
- 《The Cosmos Rocks》(With Paul Rodgers) (2008)
- 《Hungarian Rhapsody: Queen Live In Budapest》 (2012)
- 《Live at The Rainbow '74》 (2014)
- 《A Night At The Odeon》 (2015)

### 주요 곡
- We will Rock You
- Bohemian Rhapsody
- I Was Born to Love You
- We Are The Champions
- Somebody to Love
- Radio Ga Ga
- Don't Stop Me Now
- Love of My Life
- The Show Must Go On
- Another One Bites The Dust
- I Want to Break Free
- A Kind of Magic
- Killer Queen
- Crazy Little Thing Called Love
- Under Pressure
- Too Much Love Will Kill You

## 수상 목록
- 1974
  - Sounds: Best New British Band 3위, Best International Band 9위
  - 디스크: Brightest Hope 10위
  - NME: Most Promising New Name 2위
- 1975
  - 멜로디 메이커: 'Band of the Year'[4]
  - Record Mirror: 영국 최고의 신인 2위, 두번째 베스트 싱글 2위("Killer Queen"), 9th International Group
  - NME: 최고의 영국 그룹 8위, 일곱째 최고의 무대 밴드 7위, 세계에서 가장 유망한 그룹 4위, 3대 유망 새 이름, 세계 최고 그룹 17위
  - Disc: 라이브 밴드 1위, 국제 그룹 1위 , Top British Group, Top Single ("Killer Queen"), 3rd Best Album (Sheer Heart Attack), 5th Best Album (Queen II)
  - Ivor Novello Award to Mercury for "Killer Queen"[5]
  - Golden Lion Award (Belgium) to Mercury for "Killer Queen"
  - Carl Allen Award for contribution to the Ballroom Dancing Industry
- 1976
  - NME: British Stage Band 1위, Group 2위, 5th World Group, 3rd World Stage Band, Mercury: 7th World Singer, May: 3rd Top Guitarist, 1st British Single ("Bohemian Rhapsody"), 2nd Album ("A Night at the Opera")
  - Record Mirror / Disc: 1st Best British Group, 1st World Group, No. 1 Single ("Bohemian Rhapsody"), No. 6 Album ("A Night at the Opera"), Mercury: 5th British Singer, 6th World Singer, 4th British Songwriter, 5th World Songwriter, May: 4th British Musician, 4th World Musician
  - Sound: Best Band, Best Album (A Night at the Opera), Best Single ("Bohemian Rhapsody")[6]
  - Ivor Novello Award to Mercury for "Bohemian Rhapsody"[5]
- 1977
  - Brittania Award: Best British Single of the Last 25 Years ("Bohemian Rhapsody")[7]
  - Europe One Radio: Most Potential Rock Band
  - Daily Mail: Best Group
- 1979
  - Music Life, Japan: Top Group, Top Album (Jazz), Top Single, Top Singer, Top Guitarist, Top Drummer, Top Bass Player
- 1980
  - Juno Awards, Canada: Best Group, Best International Single ("Another One Bites the Dust"), Best International Album (The Game)
  - Record World USA: Top Male Group, Top Producer, Top Disco Crossover (All awarded for "Another One Bites the Dust")
  - Dick Clark Awards USA: Best Band
  - Circus Magazine USA: 2nd Best Group, 1st Live Show, No. 1 Album (The Game), No. 1 Single ("Another One Bites the Dust"), No.3 Single ("Crazy Little Thing Called Love"), Mercury: 2nd Male Vocalist, 3rd Best Songwriter, 3rd Best Keyboard Player; 3rd Best Guitarist, 3rd Best Bassist, 3rd Best Drummer
- 1981
  - American Music Awards: 'Favorite Pop/Rock Single' ("Another One Bites the Dust")[4]
  - Music Life, Japan: Best Group, Best Vocalist, Best Bass Player, 2nd Best Guitarist, 2nd Drummer
  - NARM Award USA: Biggest Selling Single of 1980 ("Another One Bites the Dust")
- 1984
  - Nordoff-Robbins Music Therapy Silver Clef Award: Outstanding Contribution to British Music
  - UK Video Awards: Highly Commended in Best Compilation Category for The Works EP. Best Video award for "Radio Ga Ga"
- 1986
  - Daily Mirror Reader's Poll: Top British Group, Top Male Vocalist, 5th Best Album (A Kind of Magic)
  - Daily Express: Best Album Cover Award (A Kind of Magic)
  - British Video Awards: Top Music Video Award (Live In Rio)
- 1987
  - Sun: Best Male Vocalist for Mercury
  - Capital Radio London: Best Group
  - Ivor Novello Award: for Outstanding Contribution to British Music
  - British Video Awards: Best Video, Music category for "Live In Budapest"
- 1988
  - Golden Rose Festival, Montreux: International Music Media Conference: Best Long Form Video worldwide (The Magic Years)
  - Festerio, Rio De Janiero: Best video documentary (The Magic Years)
- 1989
  - Independent Television Awards: Best Band of the Eighties
  - US Film & Video Festival: Silver Screen Award (The Magic Years)
  - Diamond Awards, Antwerp: Best Special Effects Award ("The Invisible Man")
- 1990
  - Brit Awards: Outstanding Contribution to Music[5]
- 1991
  - 미국 영화 & 비디오 페스티벌, Chicago: Innuendo won 1st Prize, I'm Going Slightly Mad won 3rd Prize for Creative Excellence in the Art Culture and Performing Arts category
  - Monitor Awards (International Teleproduction Society), New York City: Best Achievement in Music Video ("Innuendo")
- 1992
  - Brit Awards: 머큐리 음악 상, 최우수 싱글 상 ("These Are the Days of Our Lives";).[8]
  - Ivor Novello 상 : 최고의 싱글 ("These Are the Days of Our Lives"), May received a Best TV Commercial Music Award ("Driven By You")
  - 황금 기린 상 : 가장 중대한 명중 II (헝가리어 기록 생산자 협회가 수여되는 상)
  - MTV 상 : 영화에서 베스트 비디오 (Wayne's World)
  - 미국 영화 & 비디오 페스티벌, Chicago: Gold Camera Awards (골드 카메라 상 (프레디 머큐리 추모)), (Greatest Flix II), ("The Show Must Go On") ("These Are the Days of Our Lives")
- 1993
  - Ivor Novello 상: to Mercury ("Living on My Own") (posthumous)
  - American Society Of Composers, Authors & Publishers: Mercury posthumously awarded for "Bohemian Rhapsody" as the Most Played Record in the U.S. of 1993
  - Monitor Awards, Hollywood: "Red Couch" Awards (Greatest Flix II and "I'm Going Slightly Mad")
- 1997
  - Ivor Novello Award: Best Song Lyrically & Musically ("Too Much Love Will Kill You")
- 2001
  - 골든 로즈 영화제, Montreux) : Prix de la Presse (The Freddie Mercury Untold Story)
- 2002
  - 뉴욕 영화제 : 프레디 머큐리 말할 수 없는 이야기에 대한 최고의 홈 비디오 (뮤직 비디오 섹션)에 대한 최고의 텔레비전 및 오락 프로그램 (버라이어티 특별 섹션), 골드 월드 메달을 위한 골드 세계 메달
  - Capital FM Awards: 음악에 뛰어난 공헌
  - 기네스 세계 기록 : UK’s best single of the past 50 years ("Bohemian Rhapsody")
  - Annual DVD Awards: Best DVD-Audio/Non Video (A Night at the Opera)
  - Surround Music Awards: "Most Adventurous Mix" and "Listener's Choice" (A Night at the Opera)
- 2003
  - 연간 DVD 상 : 최고의 DVD-오디오 (The Game)
  - DVD Awards At The Universal Sheraton: 올해의 DVD-오디오 (The Game)
  - Capital Legends Awards: Legendary Group
  - 유럽 음악 DVD-상 : 최고의 라이브 DVD (Live At Wembley Stadium)
  - Surround Music Award: "Best Mix: Non-Orchestral" (The Game)